# Ancylis kenneli
Ancylis kenneli is een vlinder uit de familie bladrollers (Tortricidae). De wetenschappelijke naam is voor het eerst geldig gepubliceerd in 1962 door Kuznetsov.
De soort komt voor in Europa.